# She Loved a Fireman
She Loved a Fireman is een Amerikaanse dramafilm uit 1937 onder regie van John Farrow. Destijds werd de film in Nederland uitgebracht onder de titel Het derde alarm.

## Verhaal
Red Tyler besluit om brandweerman te worden. Hij komt terecht in de eenheid van commandant Shannon. Er ontstaat een conflict tussen de beide mannen, als Tyler uitgaat met de zus van Shannon. Wanneer een brandweerman gewond raakt door de schuld van Tyler, wordt hij overgeplaatst naar een brandweerboot.

## Rolverdeling
| Acteur           | Personage        |
| ---------------- | ---------------- |
| Dick Foran       | Red Tyler        |
| Ann Sheridan     | Margie Shannon   |
| Robert Armstrong | Smokey Shannon   |
| Eddie Acuff      | Skillet Michaels |
| Veda Ann Borg    | Betty Williams   |
| May Beatty       | Mevrouw Michaels |
| Eddy Chandler    | Tim Callahan     |
| Lane Chandler    | Bill Patton      |
| Ted Oliver       | Grimes           |
| Pat Flaherty     | Dugan            |